# دان جونسون (طبال)
دان جونسون (بالإنجليزية: Dan Johnson)‏ هو طبال أمريكي، ولد في 1985.

## وصلات خارجية
- الموقع الرسمي